# Ilona Borská

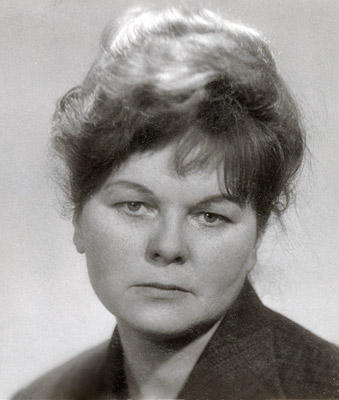
Ilona Borská 1975

Ilona Borská, roz. Bondyová, prov. Štuková (9. listopadu 1928, Praha – 27. prosince 2007, Praha) byla česká spisovatelka a novinářka.

## Život
Narodila se 9. listopadu 1928 v Praze, v rodině obchodního příručího Karla Bondyho (1894-1964; po válce, ve které byla během holokaustu vyvražděna většina rodiny Bondyových , přijal jméno Borský). Její matka – Milada Borská (1897-1988; rozená Ochranová) vyrostla v komplikovaných rodinných podmínkách v krajně sebestřednou osobnost. Dětství a mládí Ilony Borské tak do značné míry předurčoval věčný konflikt mezi potřebou lásky k matce a nemožností ji realizovat.
Svá studia na dívčím gymnáziu ve Slezské ulici musela za protektorátu jako dítě ze smíšeného manželství ve čtrnácti letech přerušit. Ještě rok se jí dařilo pokračovat na soukromé Hlaváčově obchodní škole, ale tím byly možnosti vyčerpány a školu mohla dokončit až po válce. Maturovala v roce 1947. Vzápětí nastoupila jako písařka v tiskárně Svoboda a na vysokou školu. Uveřejňovala první verše a po pár letech byla přizvána k externí spolupráci s Československým rozhlasem. Zde roku 1951 získala stálé místo v literární redakci. Ještě téhož roku jela na setkání mladých autorů na zámek Dobříš, kde se seznámila s básníkem Ivem Štukou. Vzali se v říjnu 1952 a měli spolu celkem tři děti.
V rozhlase pracovala jako redaktorka deset let, až do roku 1961. Odtud odešla, v atmosféře uvolňujících se poměrů ve společnosti, učit sociologii na Stavební fakultě ČVUT. Vydala své první knížky, dvě sbírky veršů a spolu s Ivem Štukou knížky pro děti. Sbírala materiály pro životopisnou knihu o Vlastě Kálalové. Po roce 1969 se poměry přitvrdily a ona z fakulty odešla. Její manžel Ivo Štuka byl v době normalizace vyhozen z místa redaktora a tak starost o zabezpečení rodiny přešla z větší části na ni. V dalších letech pak pracovala v nakladatelství Albatros, v časopise Svět Práce, a stále víc se věnovala samostatné spisovatelské a novinářské práci. Proslavily ji především knihy pro mládež a životopisné příběhy z oblasti literatury faktu.

## Dílo
- Vřes (1956), básně,
- A není ticha pro lásku (1960), básně,
- Svět se točí dokolečka (1963), společně s Ivem Štukou, verše pro děti,
- Barevné pohádky (1967), společně s Ivem Štukou, pohádky,
- Komu zlatá brusle? (1974), román pro mládež ze sportovního prostředí s detektivní zápletkou,
- Trůn, na kterém se stojí (1975), kniha o gymnastce Evě Bosákové,
- Ve čtvrtek budeme dospělí (1977), román pro mládež, příběh jedné třídy pražského gymnázia,
- Mirka s Jirkou sami doma (1978), kniha pro děti, vyprávění o potížích a zmatcích prvního samostatného hospodaření dvou malých sourozenců, kteří se na čas octli bez dozoru rodičů,
- Doktorka z domu Trubačů (1978), necenzurované vydání je z roku 1993, román o Vlastě Kálalové, české lékařce nazývané český Schweitzer, která ve 20. letech odjela do Bagdádu založit nemocnici a léčit tropické nemoci,
- Za dvě čárky prázdniny (1980), novela o prázdninovém dobrodružství party dětí z vltavských břehů,
- Dekameron z nočního letiště (1982), román rozvíjející osudy skupiny novinářů, vracejících se ze zahraniční cesty a uvězněných pro nepříznivé počasí na kavkazském letišti,
- Martin a sedm dalekých moří (1982), kniha pro mládež,
- Trubadúři a ztracená švadlena (1983), kniha pro mládež,
- Mirka s Jirkou a cihlový kluk (1983), kniha pro děti,
- Osud jednoho Čecha (1984), román o výjimečném jihočeském učiteli Františku Hodíkovi,
- Menuet v hangáru (1985), román z období nacistické okupace,
- Příběh staršího bratra (1987), vyprávění o Josefu Čapkovi,
- Kaštan první třídy (1988), kniha pro děti,
- Letci v bouři (1991), společně s Ivem Štukou, román vycházejícím ze vzpomínek českých letců,
- Kdo byl Hamza? (1992), příběh průkopníka moderní léčby tuberkulózy Františka Hamzy,
- Cesta pro Hanku (1993), román pro mládež citlivě zachycující problémy dospívání,
- Mokřejšové, vodníci z Louže (1994), kniha pro děti,
- Hanka v Paříži (1995), román pro mládež,
- Cizí tvář v mém zrcadle (1995), psychologický román o ženě, která po operaci mozku ztratila paměť,
- Moje město Otázka (1996), vlastivědné eseje o Praze,
- Dobrodruzi s polopenzí (1999), autobiografické vzpomínky autorky na lidi, s nimiž se v životě setkala na svých soukromých i služebních cestách,
- Troufalý autor osud (2000), přepracované vydání románu Osud jednoho Čecha,
- Mirka s Jirkou, Dan a pes (2001), kniha pro děti,
- Na letišti kdesi v mlze (2002), přepracovaná verze knihy Dekameron z nočního letiště odehrávající se tentokrát v Neapoli,
- Poutník pod hvězdami (2004), přepracovaná verze knihy Příběh staršího bratra,
- Kdo zachránil jeden život, zachránil celý svět (2006), přepracovaná verze knihy Kdo byl Hamza?,

### Kniha mého srdce
Kniha Doktorka z domu Trubačů se v roce 2009 hlasováním čtenářů zařadila mezi sto nejoblíbenějších knih v anketě Kniha mého srdce.

### Předloha k filmu "Jak se zbavit Helenky"
Podle novely Ilony Borské z rozhlasového prostředí "Petříček", (též "Vdovec po snu") napsal scénář Zdeněk Mahler. Předloha byla zfilmována 1967 pod názvem "Jak se zbavit Helenky". Je to hořká komedie o starém mládenci, osamělé redaktorce a nepovedeném žertu.